# تشاندير آباد
تشاندير آباد هي بلدة في مقاطعة قرة قول في ولاية بخارى في أوزبكستان.